# Literatura irlandzka

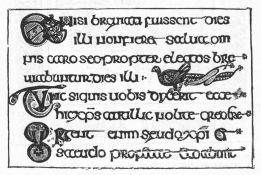
Przykład piśmiennictwa wczesnoirlandzkiego

Literatura irlandzka to termin obejmujący dzieła literackie napisane w Irlandii, bądź przez autorów irlandzkiego pochodzenia. Literatura irlandzka pisana jest współcześnie przeważnie w języku angielskim, aczkolwiek od średniowiecza aż po XVII wiek jej przeważająca część obejmuje utwory napisane w języku irlandzkim i często nawiązuje do tradycji celtyckiej. Irlandia, chociaż nie jest dużym krajem i przez wieki znajdowała się pod bezpośrednim wpływem Anglii, wytworzyła autonomiczną tożsamość literacką i, w przeciwieństwie do Szkocji czy Walii, dostarczyła światu wielu wybitnych twórców, w tym czterech noblistów.

## Poezja
Historia poezji irlandzkiej sięga VI wieku n.e. Tworzona była w języku irlandzkim i przekazywana była dzięki wędrownym bardom aż do późnego średniowiecza, kiedy to tradycja załamała się i powoli poezja irlandzka w języku celtyckim stała się częścią kultury ludowej. Poezja pisana w języku narodowym została wskrzeszona pod koniec XIX w., podczas Irlandzkiego Odrodzenia Literackiego. Wtedy to zaczęto uczyć i używać języka irlandzkiego na szeroką skalę, odkrywając na nowo dzieła średniowiecznych bardów oraz interpretując mitologię celtycką. Dwudziestowieczna poezja irlandzka pozostaje pod wpływem twórczości W.B. Yeatsa, a także późniejszej poezji modernistycznej, reprezentowanej przez Jamesa Joyce’a.

## Proza
Gatunkiem literackim, w którym mistrzostwo osiągnęli pisarze irlandzcy jest opowiadanie. Irlandię charakteryzuje słaba pozycja powieściopisarstwa. Źródłem takiej postaci rzeczy może być fakt, że przez wieki Irlandia wykształciła mocną tradycję ustnego przekazywania utworów, ale także brak silnie ukształtowanego społeczeństwa, jaki był widoczny w przypadku Anglii czy Francji, gdzie powieść była najpopularniejszym gatunkiem prozy. Pośród wybitnych irlandzkich prozaików, takich jak George Moore, Seán O’Faoláin, Frank O’Connor, Liam O’Flaherty czy Daniel Corkery, kilku posiada na swoim koncie powieści, aczkolwiek znani są oni bardziej jako autorzy opowiadań, wyjątkiem mogą być jedynie James Joyce i Elizabeth Bowen. W latach 90 ub. wieku i początkach XXI wieku, dużą popularność międzynarodową zyskał pisarz Colm Tóibín.

## Dramat
Początki dramatu irlandzkiego sięgają czasów Restauracji, wówczas tworzył swoje dzieła (głównie komedie) William Congreve. Późniejsi twórcy, tacy jak Oliver Goldsmith, czy Richard Brinsley Sheridan działali na terenie Anglii. Teatr w Irlandii ożył dopiero w ostatnich latach XIX w., kiedy to powstał Irish Literary Theatre (1899), wtedy też swoją działalność rozpoczęli Oscar Wilde i George Bernard Shaw. Wraz z powstaniem Abbey Theatre, przed irlandzkimi dramaturgami drzwi stanęły otworem. Dzięki wykorzystaniu systemu wystawiania popularnych sztuk (m.in. dzieł Szekspira) wieczorami, wielu młodych twórców mogło zadebiutować, wystawiając swoje sztuki popołudniami. Jednym z wybitniejszych autorów był John Millington Synge (The Playboy of the Western World). W XX w. kluczowymi postaciami irlandzkiego dramatu są Samuel Beckett, Brendan Behan, Denis Johnston, Brian Friel, Thomas Kilroy, Tom Murphy, Hugh Leonard oraz John B. Keane. W latach 70. powstało kilka nowych teatrów, ale pozycja Abbey Theatre pozostaje silna.

## Pisarze anglo-irlandzcy
Wielu pisarzy pochodzenia irlandzkiego traktuje się w kategorii literatury angielskiej, zapominając o ich irlandzkich korzeniach. Przyczyną może być angielski charakter dzieł, przejawiający się w akcji odbywającej się w Anglii czy problematyce dotykającej spraw angielskich, ale także fakt, że wielu ze znanych autorów posiada pochodzenie anglo-irlandzkie, sięgające zamożniejszych rodów o anglikańskich korzeniach. Pośród pisarzy narodowości irlandzkiej, którzy kojarzeni są raczej z Anglią i literaturą angielską są:
- William Congreve (1670–1729)
- Jonathan Swift (1667–1745)
- Oscar Wilde (1854–1900)
- George Bernard Shaw (1856–1950)
- William Butler Yeats (1865–1939)
- James Joyce (1882–1941)
- Elizabeth Bowen (1899–1973)
- Samuel Beckett (1906–1989)

## Irlandzcy nobliści
- William Butler Yeats (1923) – poeta, dramaturg, działacz niepodległościowy, jeden z czołowych działaczy Irlandzkiego Odrodzenia Literackiego, założyciel Abbey Theatre oraz popularyzator języka irlandzkiego.
- George Bernard Shaw (1925) – dramaturg oraz scenarzysta, autor Pigmaliona (za scenariusz do filmu z 1938 opartego na owej sztuce otrzymał Oscara).
- Samuel Beckett (1969) – dramaturg-eksperymentator, prozaik, poeta, znany ze sztuki Czekając na Godota, piszący także po francusku.
- Seamus Heaney (1995) – poeta, eseista, tłumacz staroangielskiego, popularyzator literatury.